# Melchor Mauri
Melchor Mauri Prat (auch Melcior Mauri; * 8. April 1966 in Vic, Spanien) ist ein ehemaliger spanischer Radrennfahrer.

## Karriere
Seine Profikarriere mit insgesamt 58 Siegen dauerte von 1987 bis 2002. Sein größter Erfolg war 1991 der Gewinn des Gesamtklassements der Vuelta, wo er auch drei Etappensiege feiern konnte. Melchor Mauri war ein sehr guter Zeitfahrer, hatte aber immer wieder Schwächephasen in den schweren Bergetappen der großen Rundfahrten. Er gewann jedoch mehrere kleine Rundfahrten in Spanien. In seiner Spezialdisziplin war er unter anderem spanischer Landesmeister und Vizeweltmeister 1998 im niederländischen Valkenburg.
Mauri ist heute erfolgreicher Unternehmer. Sein Unternehmen Bikecontrol M.Mauri ist auf Indoor Cycling spezialisiert.

## Erfolge

### Rundfahrten
- Spanienrundfahrt: insgesamt fünf Etappensiege, Sieger 1991
- Valencia-Rundfahrt: Sieger 1991 und 1992
- Aragon-Rundfahrt: Sieger 1994 und 1996
- Murcia-Rundfahrt: Sieger 1994 und 1996
- Sarthe-Rundfahrt: Sieger 1997 und 1998
- Alentejo-Rundfahrt: Sieger 1998
- Algarve-Rundfahrt: Sieger 1999
- Grande Prémio Jornal de Notícias: Sieger 1999

### Meisterschaften
- 1995 Spanischer Meister im Zeitfahren
- 1998 Zweiter bei der Weltmeisterschaft im Zeitfahren in Valkenburg